# De arbeid
De arbeid was een Nederlands tijdschrift dat zich richtte op literatuur en kunst. Het werd tussen 1898 en 1901 uitgegeven door C.A.J. van Dishoeck in Amsterdam en Bussum en de redactie lag in handen van Eduard Verburgh (het pseudoniem van Eduard Thorn Prikker) en in latere jaargangen samen met Victor de Meijere. Het blad hield na de vierde jaargang op met bestaan.